# ريكيا إيزوتسو
ريكيا إيزوتسو (باليابانية: 井筒 陸也) (10 فبراير 1994 في أوساكا في اليابان – )؛ هو لاعب كرة قدم كان يلعب كمدافع.

## وصلات خارجية
- ريكيا إيزوتسو على موقع رابطة كرة القدم اليابانية للمحترفين (اليابانية)
- ريكيا إيزوتسو على موقع قاعدة بيانات كرة القدم.إي يو (الإنجليزية)
- ريكيا إيزوتسو على موقع Soccerway.com (الإنجليزية)
- ريكيا إيزوتسو على موقع عالم كرة القدم.نت (الإنجليزية)